# Lynda Tolbert-Goode
Lynda Tolbert-Goode (ur. 3 października 1967 w Waszyngtonie) – amerykańska lekkoatletka specjalizująca się w krótkich biegach płotkarskich, dwukrotna uczestniczka letnich igrzysk olimpijskich (Barcelona 1992, Atlanta 1996).

## Sukcesy sportowe
- dwukrotna mistrzyni Stanów Zjednoczonych w biegu na 100 metrów przez płotki – 1989, 1993[1]
- halowa mistrzyni Stanów Zjednoczonych w biegu na 60 metrów przez płotki – 1995[2]

| Rok  | Miasto    | Zawody               | Konkurencja       | Wynik         |
| ---- | --------- | -------------------- | ----------------- | ------------- |
| 1992 | Barcelona | Igrzyska olimpijskie | bieg na 100 m ppł | 4. miejsce    |
| 1993 | Stuttgart | Mistrzostwa świata   | bieg na 100 m ppł | brązowy medal |
| 1996 | Atlanta   | Igrzyska olimpijskie | bieg na 100 m ppł | 7. miejsce    |

## Rekordy życiowe
- bieg na 60 metrów przez płotki (hala) – 7,93 – Atlanta 04/03/1995
- bieg na 100 metrów przez płotki – 12,67 – Stuttgart 20/08/1993